# Maharaj Krishon Kaushik
Maharaj Krishan Kaushik (Újdelhi, 1955. május 2. – Újdelhi, 2021. május 8.) olimpiai bajnok indiai gyeplabdázó.

## Pályafutása
Az indiai válogatott tagjaként olimpiai bajnok lett az 1980-as moszkvai olimpián. Visszavonulása után edzőként tevékenykedett. Az indiai női válogatott szövetségi kapitánya volt.
2021. május 8-án hunyt el koronavírus-fertőzés következtében.

## Sikerei, díjai
- Arjuna-díj (1998)
- Dronacsarja-díj (2002)
- Olimpiai játékok
  - aranyérmes: 1980, Moszkva